# Cachrys
Cachrys es un género de plantas herbáceas de la familia de las apiáceas.  Comprende 97 especies descritas y de estas, solo 5 aceptadas.

## Descripción
Son hierbas perennes. Con tallos estriados, con ramas opuestas o verticiladas. Inflorescencias con brácteas y bracteolas. Hojas 2-6 pinnatisectas. Dientes del cáliz bien desarrollados, triangulares. Pétalos enteros, amarillos. Frutos ovoideos o globosos, más raramente elipsoideos, con costilas primarias bien marcadas, lisos o papilosos con pericarpo grueso y duro; vitas generalmente poco marcadas. Endospermo cóncavo.

## Taxonomía
El género fue descrito por Carlos Linneo y publicado en Species Plantarum 1: 246. 1753. La especie tipo es: Cachrys libanotis L.	

## Especies
A continuación se brinda un listado de las especies del género Cachrys aceptadas hasta julio de 2011, ordenadas alfabéticamente. Para cada una se indica el nombre binomial seguido del autor, abreviado según las convenciones y usos.
- Cachrys crassiloba (Boiss.) Meikle
- Cachrys cristata DC.
- Cachrys libanotis L.
- Cachrys pungens Jan ex Guss.
- Cachrys sicula L.